# رالی کاتالونیا ۲۰۲۲
رالی کاتالونیا ۲۰۲۲ (همچنین با عنوان RallyRACC Catalunya - Costa Daurada 2022 شناخته می‌شود) یک رویداد اتومبیل رانی برای خودروهای رالی بود که طی چهار روز بین ۲۰ و ۲۳ اکتبر ۲۰۲۲ در کشور اسپانیا برگزار شد. این پنجاه و هفتمین دوره رالی کاتالونیا بود. این رویداد دوازدهمین دور از رالی قهرمانی جهان ۲۰۲۲، مسابقات رالی قهرمانی جهان ۲ و رالی قهرمانی جهان ۳ نیز بود. رویداد سال ۲۰۲۲ در سالو در استان استان تاراگونا، کاتالونیا در ۱۹ مرحله ویژه رقابت شد که در مجموع مسافت رقابتی ۲۹۳٫۷۷ کیلومتر (۱۸۲٫۵۴ مایل) را پوشش می‌داد.